# James Stephenson
James Stephenson (14 april 1889 - 29 juli 1941) was een Brits acteur.
Stephenson had een korte filmcarrière. Hij debuteerde in 1937 in The Perfect Crime op 48-jarige leeftijd. In 1940 speelde hij zijn grootste rol in The Letter met Bette Davis, waarvoor hij een Oscarnominatie kreeg als "Beste Mannelijke Bijrol". Hij speelde in 1940 nog in The Sea Hawk en in 1941 speelde hij de hoofdrol in Shining Victory. Op het hoogtepunt van zijn carrière overleed hij aan een hartaanval, amper 52 jaar oud.